# Пиняги (Ярославская область)
Это статья о деревне, имеется другая статья о расположенной вблизи одноимённой железнодорожной платформе
Пи́няги — деревня Ломовского сельского округа в Октябрьском сельском поселении Рыбинского района Ярославской области ..
Деревня расположена в окружении лесов вблизи одноимённой платформы с северо-восточной стороны железной дороги Ярославль-Рыбинск. Платформа расположена примерно в 1 км в сторону Рыбинска, к северо-западу. В деревне сходятся местные просёлочные дороги, одна из них от Пиняг через Новую деревню идёт на северо-запад вдоль реки Уткашь до деревни Антоново. Вторая через железную дорогу идёт на деревню Вандышево и далее на юг по реке Языковке. Третья в северо-восточном направлении через урочище Папучиха, открытое место в окружении леса, идёт к деревне Тюрюханово. Пересыхающие Примерно в 1 км к северу от Пиняг имеют исток два текущих на север ручья, истоки реки Сонохты. 
Деревня указана на плане Генерального межевания Рыбинского уезда 1792 года, её название можно прочитать как село Пинюгъ
На 1 января 2007 года в деревне числилось 2 постоянных жителя . Почтовое отделение, находящееся в посёлке Лом, обслуживает в деревне 19 домов.